# Betty Smith
Pour les articles homonymes, voir Smith.
Œuvres principales
- Le Lys de Brooklyn

Betty Smith, née à Brooklyn le 15 décembre 1896 et morte à Shelton, dans le comté de Fairfield, (Connecticut), le 17 janvier 1972, est une écrivaine américaine, surtout connue pour son best-seller Le Lys de Brooklyn (A Tree Grows in Brooklyn), publié en 1943.

## Biographie
Née Elisabeth Wehner, de parents allemands récemment immigrés aux États-Unis, Betty Smith grandit dans la pauvreté dans le quartier de Brooklyn, à New York. En dépit d'un milieu peu cultivé, elle s'intéresse à la littérature et, pendant son enfance, elle fréquente assidûment la bibliothèque municipale de son quartier.
En 1917, elle rencontre pour la première fois George H. E. Smith, un compatriote germano-américain, dont la famille avait modifié son patronyme de Schmidt à Smith lors de la Première Guerre mondiale. Elle l'épouse le 18 octobre 1919 et donne naissance à deux filles à Ann Arbor, dans l'État du Michigan, où le couple s'est installé. Inscrite à l'université du Michigan, Betty Smith obtient un diplôme en droit et suit des cours de journalisme, de littérature, d'écriture créative et de théâtre. En 1933, Betty et George H. E. Smith se séparent légalement.
Betty Smith tente de poursuivre ses études d'art dramatique à l'université Yale, mais les frais de scolarité élevés et la garde de ses deux enfants l'en empêchent. En mai 1936, elle vit à Chapel Hill, en Caroline du Nord, où elle collabore à des productions régionales de théâtre. En dépit de la précarité de sa situation financière, elle peut se permettre de consacrer de son temps à l'écriture.
Elle s’essaye au journalisme, à la littérature, à l’écriture de romans et de pièces de théâtre. En 1938, son divorce est prononcé, et le 7 août 1943, elle se remarie avec Joseph Piper Jones, alors chroniqueur au Chapel Hill Weekly. Le couple divorcera en décembre 1951 et Betty Smith épousera peu après Robert Voris Finch, un ancien collègue de classe de l'université Yale.
Ses quatre romans ont tous été publiés en France.
Betty Smith meurt d'une pneumonie en 1972, à l'âge de soixante-quinze ans.

## Le Lys de Brooklyn
Son roman le plus célèbre raconte la petite enfance de l'auteur dans la banlieue de New York. Le roman se vend à plus de six millions d’exemplaires et est adapté au cinéma en 1945 par le réalisateur américain Elia Kazan. En collaboration avec George Abbott, Betty Smith en tire une adaptation pour une comédie musicale jouée, d'avril à décembre 1951, sur Broadway. Elle continuera par la suite à travailler dans le monde du théâtre.
En France, ce roman paraît pour la première fois en 1946 chez Hachette sous le titre Le Lys de Brooklyn. Il est ensuite adapté pour la jeunesse en 1957 chez Hachette dans la collection Bibliothèque verte sous le titre Une petite fille de Brooklyn.

## Œuvre

### Romans
- A Tree Grows in Brooklyn, 1943 Le Lys de Brooklyn[2], traduit par Maurice Beerblock, Paris, Hachette, coll. « Grands romans étrangers », 1946, 432 p. ; réédition dans une adaptation pour enfants sous le titre Une petite fille de Brooklyn, illustrations de Jacques Pecnard, Paris, Hachette, coll. « Bibliothèque verte », 1957, 253 p. ; réédition de la version originale, Paris, Belfond, coll. « Vintage » no 8, 2014  (ISBN 978-2-7144-5732-5) ; réédition, Paris, 10/18, coll. « Littérature étrangère » no 5107, 2016  (ISBN 978-2-264-06816-3)
- Tomorrow Will Be Better, 1947 Tout ira mieux demain, traduit par Maurice Beerblock, Paris, Hachette, coll. « Grands romans étrangers », 1950, 250 p.
- Maggy-Now, 1958 Maggy la Douce, traduit par Maurice Beerblock, Paris, Éditions de Trévise, coll. « Stendhal », 1960, 399 p.
- Joy in the Morning, 1963 La Joie du matin, traduit par Gisèle Bernier, Paris, Éditions Stock, 1964, 286 p. ; réédition, Paris, Belfond, coll. « Vintage » no 32, 2018  (ISBN 978-2-7144-7930-3) ; réédition, Paris, 10/18, coll. « Littérature étrangère » no 5453, 2019  (ISBN 978-2-264-07420-1)

### Théâtre
- A Tree Grows in Brooklyn, 1951 (adaptation en comédie musicale écrite en collaboration avec George Abbott)

## Adaptations au cinéma
- 1945 : Le Lys de Brooklyn (A Tree Grows in Brooklyn), film américain réalisé par Elia Kazan, avec James Dunn et Joan Blondell
- 1965 : Joy in the Morning, film américain inédit en France, réalisé par Alex Segal, adaptation du roman La Joie du matin, avec Richard Chamberlain et Yvette Mimieux

## Hommage
Dans le neuvième épisode de la série Band of Brothers, un soldat lit le roman Le Lys de Brooklyn.